# ストロボ (バンド)
ストロボ（strobo）は、田澤 孝介と北野 正人の2人による日本のバンド。
2006年5月24日にavex trax/tearbridge productionよりデビュー。2014年現在活動しているかは不明。

## 概要・来歴
- ex-Waiveの田澤と、ex-day after tomorrowの北野とで2006年に結成。
- 2006年5月24日に『ボクのところへ/Good Morning! Mr.freak』でavex traxよりメジャーデビュー。
- 2006年6月9日にShibuya O-Westにて、初ライブを行う。

## メンバー
田澤 孝介（たざわ たかゆき）
- 1978年11月23日　大阪府八尾市出身　A型　ヴォーカル担当
- 2000年1月 大阪を中心としてWaiveを結成。
- 同年1月9日に新宿リキッドルームで初ライブ。
- 2005年12月1日 渋谷AXにてWaiveは解散。

北野 正人（きたの まさと）
- 1974年10月25日　大阪府八尾市出身　A型　ギター担当
- 2002年8月 day after tomorrowとしてavex traxよりデビュー。
- 2005年8月17日 day after tomorrow 活動休止。
- ZARD hitomi タッキー&翼 山下智久 テゴマス 伊藤由奈 伴都美子 RAG FAIR 等、作曲家としても多数のアーティストに楽曲を提供。

## ディスコグラフィ

### シングル
| 1st | 2006年5月24日 | ボクのところへ c/w Good Morning! Mr.freak         | M-1 | 作詞：田澤 孝介・北野 正人 作曲：北野 正人 編曲：渡辺善太郎 | M-2 | 作詞：北野 正人 作曲：北野 正人 編曲：ストロボ              | ・M-1 日本テレビ系 「歌スタ」 6月の“お題歌” ・M-2 MTV 「TEMPURA」（日本版ジャッカス） エンディングテーマ |
| 2nd | 2006年9月20日 | 追い風 c/w 古ぼけたコーヒーカップとバナナジュース | M-1 | 作詞：田澤 孝介 作曲：北野 正人 編曲：中村 康就             | M-2 | 作詞：田澤 孝介・北野 正人 作曲：北野 正人 編曲：渡辺善太郎 | ・M-1 日本テレビ系 「スッキリ!!」 9月度エンディングテーマ                                                |
| 3rd | 2007年1月24日 | ラブレター c/w αβ#VII (アルファベットナンバー7)   | M-1 | 作詞：田澤 孝介 作曲：北野 正人 編曲：渡辺善太郎            | M-2 | 作詞：北野 正人 作曲：北野 正人 編曲：ストロボ              | ・M-1 テレビ朝日系 「失踪HOLIDAY」 主題歌                                                                |
| 4th | 2007年5月23日 | 夏の少年 c/w キラキラ                             | M-1 | 作詞：田澤 孝介 作曲：北野 正人 編曲：tasuku                | M-2 | 作詞：田澤 孝介 作曲：北野 正人 編曲：渡辺善太郎            | ・M-1 TBS系 「エンタメキャッチ」 オープニングテーマ                                                      |

## その他
ストロボの楽曲は海外のアーティストにもカヴァーされている。
- リュ・シウォン 　『眠る花』（ストロボでは“日常のススメ”）

アルバム　「With You」　M-2　収録
- 唐禹哲（w:Danson Tang）　『愛我』（ストロボでは“ラブレター”）

アルバム　「愛我」　M-2　収録
- 阿信 　『前面』（ストロボでは“ボクのところへ”）

アルバム　「集楽星球」　M-2　収録